# جلال همتی
جلال همتی (۱۶ اردیبهشت ۱۳۱۵ – ۱ مهر ۱۳۸۵) از خوانندگان موسیقی مردمی (فولکلوریک) ایران بود. ترانهٔ «تب عشق» از آثار معروف اوست.

## زندگی‌نامه
جلال همتی در سال ۱۳۱۵ در استان کرمانشاه  شهرستان قصرشیرین متولد شد. وی فعالیت هنری خود را پیش از انقلاب ایران، در رادیو ایران آغاز کرد و سپس در آمریکا ادامه داد. او با خواندن ترانهٔ «راک کردی» مشهور شد، اما شهرتش با وقوع انقلاب اسلامی به دست فراموشی سپرده شد تا زمانی که ۱۲ سال بعد، اولین آلبوم از سری آلبوم‌های پارتی، به پرفروش‌ترین محصول سالِ یکی از کمپانی‌های صفحه‌پُرکنیِ ایرانی در لس آنجلس بدل شد. پارتی الگوی همان سبکی است که جلال تا آخرین روزهای کاری‌اش در خارج از کشور، آن را دنبال کرد.

## سبک خوانندگی
جلال همتی بر دستگاه‌های موسیقی سنتی ایرانی آشنایی کامل داشت و اکثر ترانه‌های وی همچون داش‌داش (بیات زند)، سوری (بیات زند)، منار جنبون (سه‌گاه)، مینی‌ژوپ خانوم (شور)، لس‌آنجلس (بیات زند)، عمو سبزی‌فروش (همایون)، آتیش (ماهور)، عطارباشی جون (دشتی) و… در مایه‌های موسیقی سنتی و گام‌های ایرانی بود؛ که این ترانه‌ها بازسازی و در سبکی جدید ارائه شدند. او نخستین خواننده‌ای بود که گفت‌آواز (رپ) سنتی که برمبنای موسیقی سنتی است، به‌طور حرفه‌ای ارائه داد.
بنا به گفتهٔ خودش، علاقهٔ وافر به صدای دلکش باعث شد که تعدادی از آثار دلکش را بازخوانی کند.
وی مهارت خاصی در بازخوانی ترانه‌های خوانندگانِ زن داشت، به‌ طوری‌ که حتی لحن‌ها و تحریرهای زنانه در آثار او به‌ زیبایی مشهود بود.
به گفته استادان و صاحب نظران موسیقی، جلال همتی علی‌رغم توانایی ها و استعداد هایش در زمینه آواز و شناخت کافی از گامهای موسیقی ملی، می‌توانست از  برترین خوانندگان ایران باشد اما او هیچ‌گاه به‌عنوان خواننده درجه یک نمایان نشد.

## آلبوم‌ها
- بازخوانی ترانه‌های دلکش
- بیستون
- پارتی میکس ۱
- پارتی میکس ۲
- پارتی میکس ۳
- پارتی میکس ۴
- پارتی میکس ۵
- پارتی میکس ۶
- پارتی میکس ۷
- پارتی میکس ۸
- پارتی میکس ۹

## درگذشت
وی مدتی از بیماری آلزایمر رنج می‌برد و در نهایت در ۱ مهر ۱۳۸۵ در سن ۷۰ سالگی در بیمارستانی در لس آنجلس درگذشت و در شهر آلن ایالت تگزاس به خاک سپرده‌ شد.